# Liberec (huyện)
Huyện Liberec (tiếng Séc: Okres Liberec) là một huyện (okres) nằm trong vùng Liberec của Cộng hòa Séc. Huyện Liberec có diện tích 925 km², dân số năm 2002 là 158988 người. Thủ phủ huyện đóng ở Liberec. Huyện này có 57 khu tự quản.

## Các khu tự quản
Huyện Liberec có 57 khu tự quản sau: